# 雷諾茲鎮區 (密歇根州)
雷諾茲鎮區（英語：Reynolds Township）是位於美國密歇根州蒙卡爾姆縣的一個行政鎮區。

## 地方資料
雷諾茲鎮區的面積為93.40平方千米，當中陸地面積為92.40平方千米，而水域面積為1.00平方千米。根據2020年美國人口普查的數據，當地共有人口5431人，而人口密度為每平方千米58.15人。